# Špičkovina
Špičkovina is een plaats in de gemeente Zabok in de Kroatische provincie Krapina-Zagorje. De plaats telt 858 inwoners (2001).